# Tomba della Nave

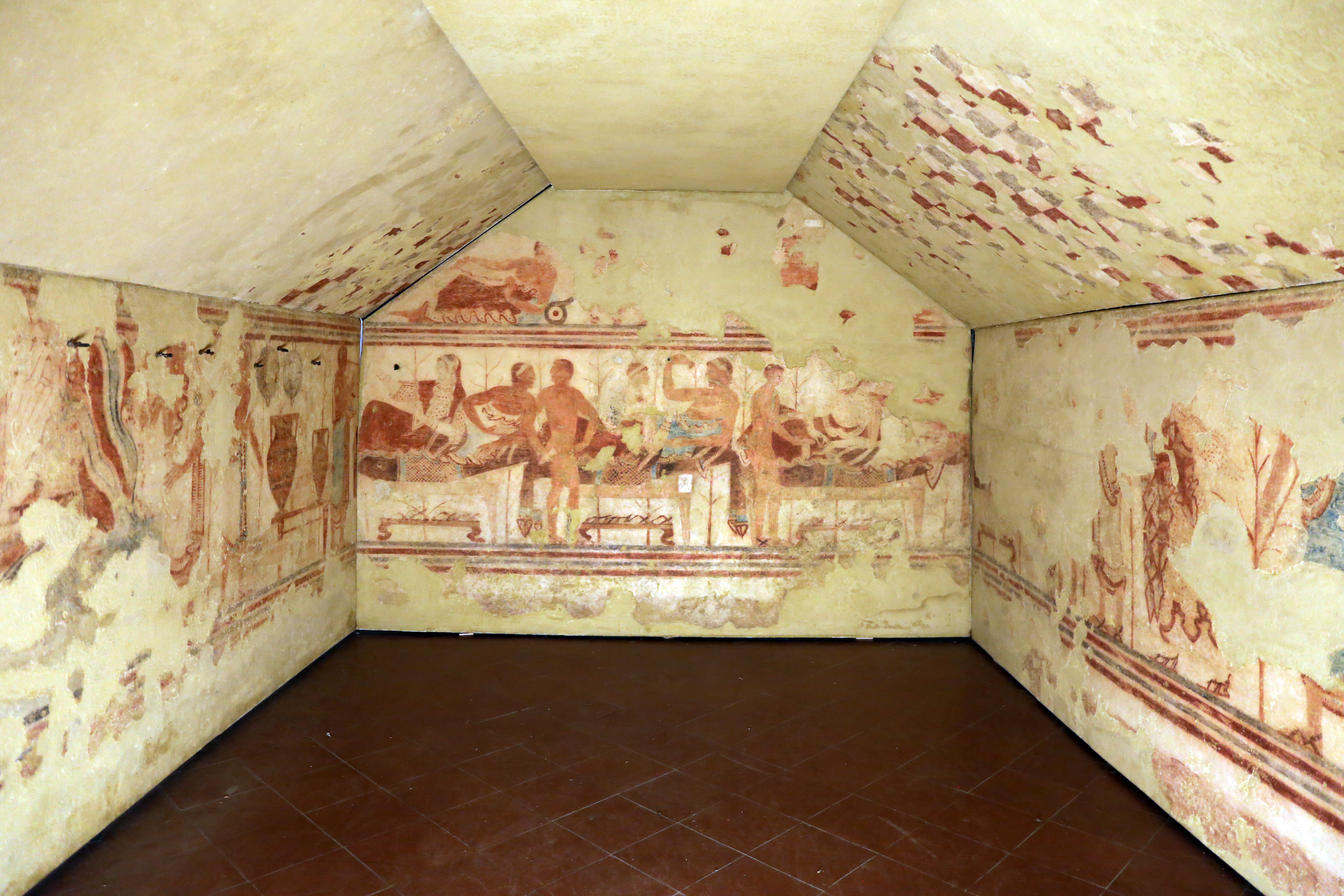
Gli affreschi della tomba

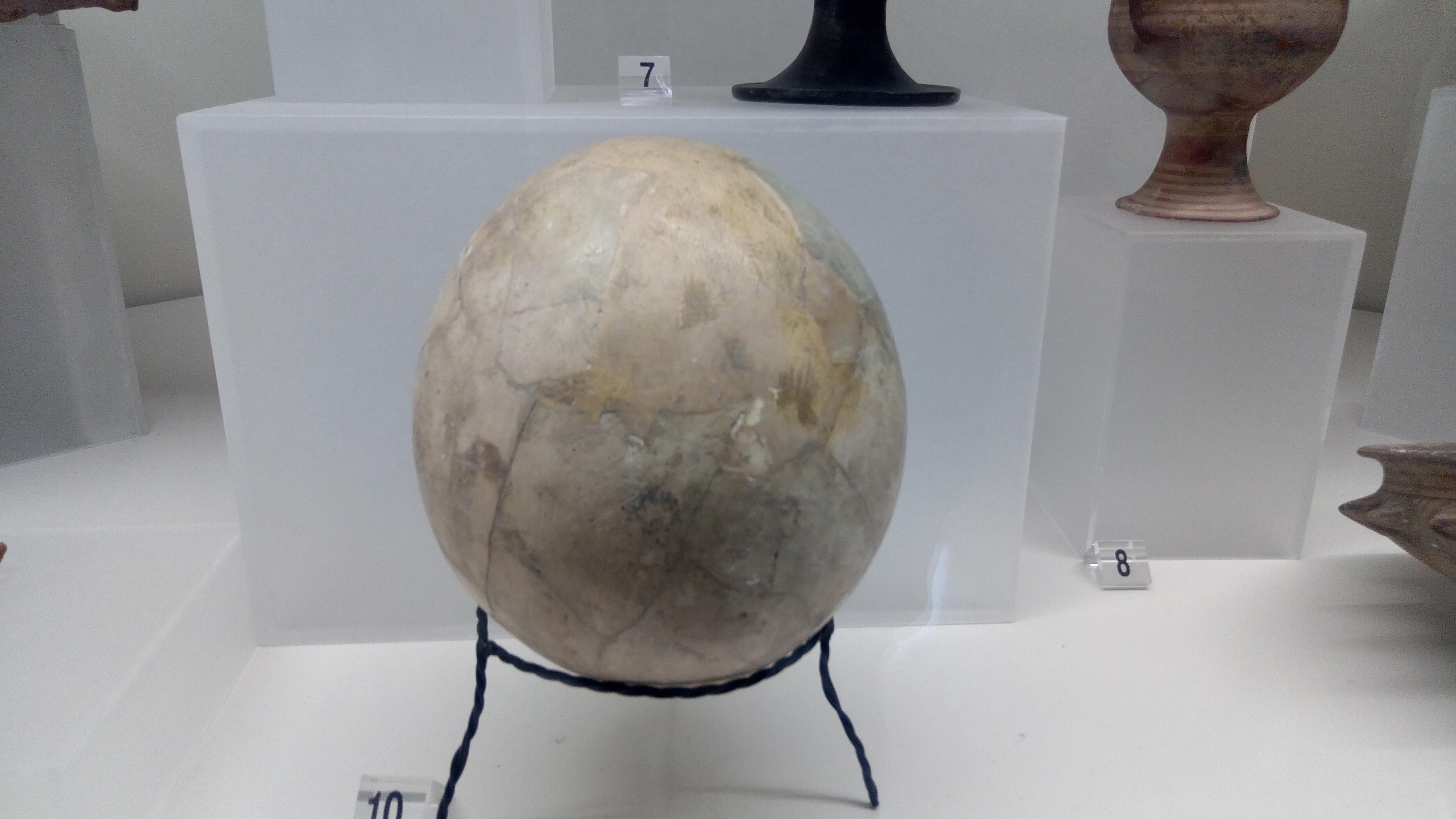
Uovo di struzzo proveniente dalla tomba esposto al Museo nazionale etrusco di Villa Giulia a Roma

La Tomba della Nave è una tomba situata nel settore Secondi Arch della necropoli dei Monterozzi di Tarquinia, nel Lazio. Scoperta nel 1958, deve il nome ad una nave etrusca affrescata nella parete sinistra.

## Ritrovamento
Se l'ubicazione della tomba era nota già nel 1927, si dovette attendere il 6 luglio 1958, con i primi esperimenti della Fondazione Carlo Maurilio Lerici, e l'installazione del suo periscopio Nistri, per controllarne il contenuto in maniera non invasiva, così da non danneggiare gli eventuali affreschi presenti nelle tombe indagate. Gli affreschi in effetti erano danneggiati a causa del salnitro sviluppatosi in seguito agli scavi illegali dei tombaroli.

## Descrizione
La tomba ipogea, risalente al V secolo a.C., è costituita da un'unica camera quadrangolare a doppio spiovente, con tre pareti affrescate; al centro del soffitto una fascia ad imitazione del columen, la trave sulla sommità del tetto.
Gli affreschi furono immediatamente staccati e trasferiti su una tela di canapa, a sua volta fissata su una tela metallica, tecnica messa a punto dal dottor Roberto Carità, e fu poi esposta al Museo archeologico nazionale di Tarquinia. La camera misura 470 cm di lunghezza, 350 cm di larghezza, e 180 cm di altezza.

## Affreschi
All'inizio della parete sinistra è affrescata una grande nave da trasporto, circondata da navi più piccole. Questo dipinto indica probabilmente il mestiere del defunto e costituisce una testimonianza del fiorente commercio marittimo praticato all'epoca dagli abitanti di Tarquinia. Vicino alla poppa della nave una grande coppia di remi funge da barra del timone e sulla cima di un albero vediamo una torre di vedetta. Per un'interpretazione i remi, poiché il timone sarebbe stato sconosciuto all'epoca dell'affresco, simboleggiano il passaggio nell’aldilà,mentre per un'altra tutta la scena della parete potrebbero rifersi al passaggio di Ulisse davanti all'isola delle sirene.
Sulla parete in fondo si può vedere la classica scena del banchetto in onore del defunto con quattro coppie di banchettanti sdraiati sulle klinai, camerieri, un suonatore di flauto e un suonatore di lira.
Sulla parete di destra è raffigurato il defunto mentre guarda le sue navi.
L'affresco della volta è comune a molte altre tombe dello stesso periodo; un insieme di quadrati dipinti a colori riccorrenti, a comporre una tenda che si ipotizza potesse esser utilizzata nei rituali funebri.